# 馬場昭徳
馬場 昭徳（ばば あきのり、1948年〈昭和23年〉7月17日 - ）は、短歌結社竹柏会「心の花」の歌人。長崎市出身で、同人誌「場」を主宰。

## 人物
馬場は米屋の次男として長崎市内で生まれた。九州大学法学部を卒業後、サラリーマンとして働いていたが、30歳で家業の米屋を継ぐ。38歳の頃から短歌を作り始め、40歳の時に長崎県時津町に住む歌人竹山広を訪ね、師事することを決める。それと同時に師と同じ竹柏会「心の花」に入会した。歌人としてのスタートは決して早いものではなかったが、2015年現在までに4冊の歌集を上梓している。その作品は自分自身などをユーモラスに描いたものも多いが、家族や人間一般に対する優しさ・愛情に満ちており、読む者を飽きさせない。彼は歌人として活躍するだけではなく、 竹山広の弟子として、また長崎歌人会の会長・顧問として、師の作品や生涯、原爆の悲惨さを語り継いでいる。また、同人誌「場」を主宰し、若手の育成にも力を注いでいる。

## 経歴
（年齢はその年の誕生日の時点での歳を記す）
- 1948年（昭和23年，0歳）- 7月17日、長崎市に生まれる。3人兄弟の次男。戦前に祖父が米の卸・小売業を始め、戦後に父が1951年より長崎市出来大工町にて米屋を営む。
- 1964年（昭和39年，16歳）- 長崎県立長崎南高等学校入学。新聞部に在籍。
- 1967年（昭和42年，19歳）- 同校卒業。九州大学法学部入学。
＜くり返し「漫画家残酷物語」読みたりしかな留年生われ（大き回廊）＞
- 1972年（昭和47年，24歳）- 同校卒業。卒業後、東京や福岡で不動産会社や商社などに勤め、7年間サラリーマン生活を送る。
- 1976年（昭和51年，28歳）- 結婚。
- 1979年（昭和54年，31歳）- 長崎に帰り家業の米屋を継ぐ。
＜商ひて親子三代やうやくに米の「こ」の字が見え始めたり（大き回廊）＞
- 1983年（昭和58年，35歳）- 長女誕生。
- 1986年（昭和61年，38歳）- 所属する山の会の機関誌に投稿するため、愛読していた寺山修司を参考に短歌を作り始める。
- 1987年（昭和62年，39歳）- NHK学園の添削講座を受ける。そこで講師であった竹山広を知る。長男誕生。
＜産み終へし妻の臥しゐる病院の窓の明りを振り返り見る（河口まで）＞
- 1989年（平成元年，41歳）- 竹柏会「心の花」に入会。竹山広に師事する。
- 1991年（平成3年，43歳）-「心の花」「連作20首詠」第1位。
- 1993年（平成5年，45歳）- 1993年の記録的冷夏により米不足が起こり、外国産米が輸入される。
＜五カ国の米を食ひたる半年の悲喜こもごもの味思ひ出づ（河口まで）＞
- 1994年（平成6年，46歳）- 再び、「心の花」「連作20首詠」第1位。
- 1995年（平成7年，47歳）- 食糧法が施行されるに伴い、食糧管理法が廃止される。
＜朝七時薄日差しきて食管法なき世のさむきシャッターを上ぐ（河口まで）＞
- 1999年（平成11年，51歳）- 50歳時に、第一歌集『河口まで』刊行。同歌集にて第14回「長崎県文学新人賞」を受賞。
- 2000年（平成12年，52歳）- 好きな歌人の一人にあげていた永井陽子が死去。
＜母うさぎ子うさぎうさぎ歌うさぎ　永井陽子が死んでしまひぬ（大き回廊）＞
- 2002年（平成14年，54歳）- 短歌・俳句合同の同人誌「場」を創刊（年2回刊、発行人 荻野雅彦）し、編集人となる。同誌は第10号（2006年10月）より短歌単独に変更し、発行人となる。題字の「場」は竹山広の筆による。父死去。
＜父親としての最後の務めならん「死ぬ」といふこと教へ逝きたり（大き回廊）＞
- 2003年（平成15年，55歳）- 第二歌集『大き回廊』刊行。長崎歌人会常任委員に就任。
- 2004年（平成16年，56歳）- 長崎新聞歌壇の選者就任。第二歌集『大き回廊』にて第19回「長崎県文学賞」を受賞。第94回長崎綜合短歌大会の講師選の部において一席。母死去。
＜吹く風に体を撓はすることは心地よからん　木を真似てみる（受賞作）＞
＜子と母の五十余年に愛憎のなほ言ひがたく母の目を鎖す（マイルストーン）＞
- 2005年（平成17年，57歳）- 現代歌人協会の会員となる。
- 2006年（平成18年，58歳）- 「心の花」7月号より無選歌欄となる。
- 2009年（平成21年，61歳）- 第三歌集『マイルストーン』（角川書店）刊行。第10代長崎歌人会・会長に就任[1]。
＜もう一波乱あつてもよしと思ひつつ六十一歳の春となりたり（風の手力）＞
- 2010年（平成22年，62歳）- 長崎県文芸協会事務局長に就任（〜平成23年）。3月30日、師事していた竹山広が亡くなる[2][3]。4月30日米屋を廃業。
＜春の夜の机にものを書きながら師の名を汚すほどもなしえず（風の手力）＞
＜四月三十日で米屋やめたりそれ以降注文の電話一本もなし（風の手力）＞
- 2011年（平成23年，63歳）- 竹山広の遺歌集『地の世』を夫人竹山妙子と編集[4]。熊本市の歌誌「牙」を主宰する石田比呂志が急逝。
＜六十代は男の花と言ひくれし石田比呂志の遺影を見上ぐ（風の手力）＞
- 2014年（平成26年，66歳）- 第四歌集『風の手力』刊行。長崎歌人会・会長を退任し、同会顧問に就任。長崎歌人会主催第109回長崎綜合短歌大会において長崎歌人会賞。
＜「日本本土最西端の碑」まで来つ追ひつめられてゐるにあらねど（受賞作）＞
- 2015年（平成27年，67歳）- 【現代歌人集会春季大会 in 長崎・竹山広―戦後七十年】のシンポジウムにパネリストとして参加。7月20日。長崎市長崎新聞文化ホールにおいて[5][6]。

## 著書・作品

### 歌集
- 第一歌集『河口まで』　　　　雁書館　　　1999年（平成11年、51歳）
- 第二歌集『大き回廊』　　　　耕文舎　　　2003年（平成15年、55歳）
- 第三歌集『マイルストーン』　角川書店　　2009年（平成21年、61歳）
- 第四歌集『風の手力』　　　　なんぷう堂　2012年（平成24年、64歳）
- 第五歌集『夏の水脈』　　　　なんぷう堂　2018年（平成30年、70歳）
- 竹山妙子遺歌集『さくらを仰ぐ』馬場昭徳編集・解説 なんぷう堂 2022年（令和4年、73歳）

「竹山妙子の歌はその思いの深さ、表現力の確かさにおいて夫、竹山広と比べても何ら遜色のないものと私は思っている。馬場昭徳」帯文より
解説に竹山広と妙子の同じ場面を詠った作品の提示や比較があり竹山広の歌を研究する者にとって貴重な資料になるだろう。また竹山広歌集の外伝としての楽しみ方もできる。 　

### おもな雑誌に発表した作品
（ 短歌誌「心の花」、同人誌「場」は省く）
歌壇（本阿弥書店）
- 『重たさが好き（７首）』17巻4号153頁、2003年（平成15年、55歳）
- 『台風の目の（７首）』20巻10号153頁、2006年（平成18年、58歳）
- 『雨の日の配達（１首と小文）』24巻6号61頁、2010年（平成22年、62歳）
- 『アンソロジー2010 テーマ別私の一首』25巻3号37頁、2011年（平成23年、63歳）
- 『雨（７首）』27巻5号147頁、2013年（平成25年、65歳）
- 『アンソロジー2013 テーマ別私の一首』28巻3号47頁、2014年（平成26年、66歳）
- 『椅子を持ち上ぐ（７首）』29巻2号148頁、2015年（平成27年、67歳）

短歌（角川書店）
- 『引き出してやる（8首）』47巻3号228頁、2000年（平成12年，52歳）
- 『顧客名簿（8首）』49巻12号248頁、2002年（平成14年、54歳）
- 『さらに難し（8首）』51巻7号212頁、2004年（平成16年、56歳）
- 『スコアボード（8首）』52巻7号191頁、2005年（平成17年、57歳）
- 『四度呟く（8首）』53巻6号192頁、2006年（平成18年、58歳）
- 『よき声をあぐ（8首）』54巻8号195頁、2007年（平成19年、59歳）
- 『繊き指先（12首）』56巻6号144-145頁、2009年（平成21年、61歳）
- 『風の手力（12首）』57巻6号124-125頁、2010年（平成22年、62歳）
- 『もうひとつ向こうの（12首）』58巻8号110-111頁、2011年（平成23年、63歳）
- 『素足にて（12首）』59巻10号140-141頁、2012年（平成24年、64歳）
- 『同郷生歌人大競詠　長崎　馬場昭徳　＜修学旅行の中学生の肩越しに眼鏡橋眺む袋橋より＞』61巻3号133頁、2014年（平成26年、66歳）
- 『六十代は男の華（1首と小文）』61巻10号71頁、2014年（平成26年、66歳）
- 『不遜の前に（12首）』62巻4号94-95頁、2015年（平成27年、67歳）

NHK短歌（NHK出版）
- 『巻頭秀歌（高野公彦選）　＜うまくいけば今日は禁酒が出来るかと六時を過ぎる頃まで思ふ＞』2014年7月号11頁（平成26年，66歳）

短歌往来（ながらみ書房）
- 『再読したり（13首）』25巻10号80-81頁、2013年（平成25年、65歳）

短歌研究（短歌研究社）
- 『挨拶のことば（1首と小文）』71巻1号97頁、2014年（平成26年、66歳）

現代短歌（現代短歌社）
- 『筒鳥よ（7首と小文）』1巻2号57頁、2013年（平成25年、65歳）（確認中）

現代短歌雁（雁書館）
- 『風は勢ふ（16首）』11(4)=44号52-53頁、1999年（平成11年、51歳）
- 『もう少しなら（10首）』13(4)=52号94頁、2002年（平成14年、54歳）
- 『三度呟く（12首）』16(4)=64号56頁、2007年（平成19年、59歳）

詩歌句（北溟社）
- 『卓袱料理（２首と小文）』9号39頁、2006年（平成18年、58歳）

長崎歌人会会報（長崎歌人会）
- 『木曜会の作品として1首』74号5頁、2003年（平成15年、55歳）

（「木曜会」は長崎の「コスモス短歌会」と「心の花」が開いていた勉強会）
- 『木曜会の作品として1首』77号5頁、2004年（平成16年、56歳）

長崎新聞
- 「新春郷土文芸　選者詠3首」長崎新聞2013年1月1日朝刊58面（別刷・第３部）（平成25年，65歳）
- 「新春郷土文芸　選者詠3首」長崎新聞2014年1月1日朝刊58面（別刷・第３部）（平成26年，66歳）

### エッセイ・書評他
- 馬場昭徳『久保美洋子歌集「中島川」評　長崎に生く』海港（コスモス短歌会長崎支部）50号52-53頁、1999年（平成11年、51歳）
- 馬場昭徳『江頭洋子歌集「歌の翼に」評　オルゴールのような一冊』海港（コスモス短歌会長崎支部）52号50-51頁、2000年（平成12年、52歳）
- 馬場昭徳『書評　竹山広歌集「とこしえの川」』現代短歌雁（雁書館）13(2)=50号98頁、2001年（平成13年、53歳）
- 馬場昭徳『連載評論「竹山広・論」ノート（27回連載）』場（「場」の会）2002年11月創刊号〜2015年10月第27号（平成14年、54歳〜平成27年、67歳）1号16-20頁、2号50-53頁、3号24-27頁、4号60-64頁、5号40-43頁、6号60-65頁、7号38-42頁、8号54-58頁、9号38-41頁、10号40-45頁、11号33-37頁、12号42-46頁、13号45-49頁、14号44-49頁、15号46-51頁、16号74-79頁、17号69-75頁、18号60-65頁、19号72-77頁、20号64-69頁、21号62-67頁、22号70-75頁、23号66-71頁、24号66-71頁、25号68-73頁、26号74−78頁、27号76−80頁
「決して力まず、しかし力むことを忘れず、そんなふうにして号を重ねていけたらと思っている」（創刊号編集後記）
- 馬場昭徳『磁場　「歌の読みについて」』場（「場」の会）2 号1頁、2003年4月（平成15年、55歳）
「言葉に即して読むのではなく、思い込みや先入観で読んでしまっているわけである」
- 馬場昭徳『書評　石田比呂志歌集「春灯」　往生という大事業』牙（牙短歌会）31巻12号28-29頁、2004年（平成16年、56歳）
- 馬場昭徳『長崎の文学を語る 〜その特色と現在〜』平成17年度第2回長崎県立長崎図書館講座 （長崎歌人会常任委員）平成17年10月2日、2005年（平成17年、57歳）
- 竹山広、永田智子、堀越貴乃、俵万智、晋樹隆彦、青木信、白岩祐子、黒岩剛仁、馬場昭徳、谷岡亜紀、藤島秀憲、玉井慶子『築地正子追悼文』心の花（竹柏会）通巻1291号（5月号）39-42頁、2006年（平成18年、58歳）
- 馬場昭徳『日常と非日常の境に』歌壇（本阿弥書店）22巻1号48-49頁、2008年（平成20年、60歳）
「思へば蛇といふ動物は誰でもよく知ってはゐるが決して身近な存在ではなく、私たちの生活の周辺、すなはち日常と非日常の境に存在するものと言へるであらう」
- 馬場昭徳『オノマトペでパッと跳ぶ』歌壇（本阿弥書店）22巻12号46-47頁、2008年（平成20年、60歳）
「短歌は本来、意味内容を論理的に伝達するものではない。意味内容の重たさに引きずられそうなとき、そこからパッと跳ぶにはオノマトペは恰好の表現手段であろう」
- 馬場昭徳『竹山広　「とこしへの川」から「空の空」まで』短歌往来（ながらみ書房）20巻8号50-64頁、2008年（平成20年、60歳）
「私が初めて竹山広に会ったのは1989年9月。NHK学園の通信添削講座を受けてゐた私の作品が講師であった竹山の目に止まり声をかけられたのがきつかけであった」
- 馬場昭徳『解説　古川典子歌集「青い羊」』青い羊（雁書館）183-195頁、2008年（平成20年、60歳）
- 馬場昭徳『磁場　「日常詠に自然詠を」』場（「場」の会）12 号1頁、2008年4月（平成20年、60歳）
「日常詠の中に原爆詠を取り込むことによって、竹山の歌は常に蛸壺の中に休らうだけではない大きな広がりを持ちうる」
- 馬場昭徳『チョッとひと言』場（「場」の会）13号32頁、2008年10月（平成20年、60歳）
「これまでに見てきた竹山広の歌の鑑賞について、明らかな誤りが数多くあったし、同意できかねる読みにもしばしば出会った」
- 馬場昭徳『読者文芸・書評＝「浜名理香歌集」　陰翳の中の真っすぐな視線』　熊本日日新聞 2009年10月10日朝刊（平成21年、61歳）
- 馬場昭徳『チョッとひと言』場（「場」の会）15号45頁、2009年10月、（平成21年、61歳）
- 馬場昭徳『歌と信仰と妻に支へられて--竹山広、晩年の日々』歌壇（本阿弥書店）24巻8号78-81頁、2010年（平成22年、62歳）
- 馬場昭徳『竹山広という歌人　久し振りの投稿』短歌（角川書店）57巻8号68頁、2010年（平成22年、62歳）
- 馬場昭徳『跋　小林優子歌集「ソヴァージュの柳」』ソヴァージュの柳（角川書店）134-143頁、2010年（平成22年、62歳）
- 馬場昭徳『あとがきにかへて　竹山広歌集「地の世」』地の世（角川書店）128-137頁、2010年（平成22年、62歳）
- 馬場昭徳『河野洋子歌集「恋恋風塵」　寂しさはいつか身に添ひ』場（「場」の会）17 号54-56頁、2010年10月（平成22年、62歳）
- 馬場昭徳「追悼　妻の支え　一所懸命さの所産」長崎新聞2010年4月20日朝刊9面（平成22年、62歳）
- 竹山妙子、馬場昭徳編『地の世』竹山広遺歌集（ながらみ書房）、 2011年（平成23年，63歳）
- 馬場昭徳『石田比呂志の歌集を読む　ふとしたあたたかさを求めて』牙（牙短歌会）38巻5号（追悼号）48-51頁、 2011年（平成23年，63歳）
- 馬場昭徳『第44回長崎新聞文芸賞決まる　動詞の使い方が生きる』長崎新聞2011年10月14日朝刊8面（平成23年，63歳）
- 馬場昭徳『解説　北川秀子歌集「魔方陣」』魔方陣（ゆるり書房）179-192頁、2011年（平成23年，63歳）
- 馬場昭徳『ことばの贈り物 — 忘れえぬことば』歌壇（本阿弥書店）26巻8号99頁、 2012年（平成24年，64歳）
「（竹山広から）何かのついでに『馬場さん、小さくまとまった歌は作るまいで』と言われた」
- 馬場昭徳『私だけが知っている一首　「フォイエルバッハ・テーゼ全文傍線を付して小暗きかの童貞期」　早野英彦』短歌（角川書店）59巻4号162頁、2012年（平成24年、64歳）
- 馬場昭徳『解説　前川多美江歌集「水のゆくさき」』水のゆくさき（ながらみ書房）166-175頁、2012年（平成24年、64歳）
- 馬場昭徳『書評　前田雅子歌集「芒種」　「人生」の前に膝を揃えて』八雁（八雁短歌会）1巻3号70-71頁、 2012年（平成24年，64歳）
- 馬場昭徳『書評　石井伊三郎歌集「送り火」』短歌（角川書店）60巻8号180頁、 2013年（平成25年，65歳）
- 馬場昭徳『ユーモア秀歌「二度足を踏ませぬ店でありきとう話は先生、二度目だったよ」　河野千絵』短歌（角川書店）60巻10号138頁、 2013年（平成25年，65歳）
- 馬場昭徳『解説　小川直子歌集「虹の大橋」』虹の大橋（なんぷう堂）203-212頁、2013年（平成25年，65歳）
- 馬場昭徳『解説　西野國陽歌集「木洩れ日」』木洩れ日（ながらみ書房）193-203頁、2013年（平成25年、65歳）
- 馬場昭徳『講演「歌人　竹山広の世界　〜原爆詠を中心に〜」』平成25年度第2回（第29回）長崎県立長崎図書講座[7]　平成25年7月27日（長崎歌人会・会長）、2013年（平成25年、65歳）
- 馬場昭徳「第46回長崎新聞文芸賞決まる　余情を生み出した省略」長崎新聞2013年10月25日朝刊9面（平成25年、65歳）
- 馬場昭徳「叱咤する人」定本・竹山広全歌集＊栞（ながらみ書房）7-8頁、2014年（平成26年、66歳）
- 馬場昭徳『特集　全国秀歌集　長崎』現代短歌（現代短歌社）２巻１号73-74頁、2014年（平成26年、66歳）
- 馬場昭徳『浜田到の歌・解説　生の不安の凝視』現代短歌（現代短歌社）２巻2号110-111頁、2014年（平成26年、66歳）
- 馬場昭徳『伊藤保の歌・解説　ハンセン病を生きて』現代短歌（現代短歌社）２巻7号106-107頁、2014年（平成26年、66歳）
- 馬場昭徳『小野葉桜の歌・解説　病にやせて詩にうゑて』現代短歌（現代短歌社）２巻12号102-103頁、2014年（平成26年、66歳）
- 馬場昭徳『歌集評 「地上には春の雨ふる」村島典子、「茎を抱く」荒木る美、「風狂戯歌」柴田弥蔵、「娘とわたし」田頭律子、「光茫」利根川洋子、「足羽のほとり」加賀要子』短歌研究（短歌研究社）71巻10号158-159頁、2014年（平成26年、66歳）
- 馬場昭徳『歌集評 「俚歌」杉下幹雄、「ひゆうるり」小山美恵子、「VIENTO=風」伊勢谷伍朗、「ネバーランドの夕暮」桃林聖一、「夫のひだり　猫の右」松本ルリ子」、「ドント・ルック・バック」桑原憂太郎』短歌研究（短歌研究社） 71巻11号148-149頁、2014年（平成26年、66歳）
- 馬場昭徳『解説　小野富美枝歌集「沙羅のささやき」』沙羅のささやき（なんぷう堂）175-187頁、2014年（平成26年、66歳）
- 馬場昭徳「第47回長崎新聞文芸賞決まる　場面の切り取り適切」2014年10月31日朝刊9面（平成26年、66歳）
- 馬場昭徳『歌集評 「ボローニャの花」工藤京子、「思案の椿」児玉かつ、「日日是好日」藏本ミチ子、「田舎医者のたはれうた」雨森正高、「流星群」牧野義雄、「オーロラのお針子」藤本玲未』短歌研究（短歌研究社）72巻1号154-155頁、2015年（平成27年、67歳）
- 馬場昭徳、寺井順一『九州の歌人たち（第二十一回）　菊池 剣』現代短歌（現代短歌社）3巻5号120-125頁（馬場昭徳が三十首抄出と作品解説、寺井順一が年譜と生涯を執筆）、2015年（平成27年、67歳）
- 馬場昭徳『被爆70年記念　5回連載』広報とぎつ（長崎県時津町）、2015年（平成27年、67歳）
第1回『被爆歌人　竹山広の作品と生涯』566号2-3頁（平成27年2月）
第2回『社会に衝撃を与えた「とこしへの川」の原爆詠』567号2-3頁（平成27年3月）
第3回『深化されてゆく被爆体験』568号4-5頁（平成27年4月）
第4回『変らぬ反核の思いを歌い続ける』569号8-9頁（平成27年5月）
第5回『平和への願いを込め続けて歌う』570号2-3頁（平成27年6月）
- 馬場昭徳『被爆体験を受け継ぐ者』歌壇（本阿弥書店）29巻8号55頁、2015年（平成27年、67歳）
- 馬場昭徳、江島彦四郎『二宮冬鳥　九州の歌人たち　第二十六回』現代短歌（現代短歌社）3巻10号156-161頁（馬場昭徳が三十首抄出と作品解説、江島彦四郎が年譜と生涯を執筆）、2015年（平成27年、67歳）

### 関連文献
雑誌等
- 竹山広『「河口まで」の跋文』雁書館179-186頁、1999年
- 河野洋子『馬場昭徳歌集「大き回廊」　「新たなる高みを目指して」』場（「場」の会）4 号30-33頁、2004年4月
- 河野千絵、古島信子、山下和代、島田節子『「大き回廊」三首評』場（「場」の会）4号34-35頁、2004年4月
- 田中徹尾『書評「マイルストーン」風に乗る身体感覚』場（「場」の会）16 号50-52頁、2010年4月
- 濱田千春、蓬田真弓、犬飼亮介、山下和代、河野千絵、柴山与志朗『「マイルストーン」三首評』場（「場」の会）16 号53-55頁、2010年4月
- 高野公彦『巻頭秀歌　歌意　高野公彦選　馬場昭徳「風の手力」』NHK短歌（ＮＨＫ出版）7月号17頁、2014年
- 木畑紀子『馬場昭徳歌集「風の手力」　述志の歌人』現代短歌（現代短歌社）２巻8号150頁、2014年
- 浜名理香『書評　馬場昭徳歌集「風の手力」を読む　「長崎の春の坂道」』場（「場」の会）25号48-50頁、2014年10月
- 佐久間得幸、柴山与志朗、倉石理恵、東條尚子、蓬田真弓、木場陽子『「風の手力」三首評』場（「場」の会）25 号51-53頁、2014年10月
- 柳宣宏『全国結社・歌誌展望　「場」第二十五号』短歌（角川書店）62巻4号192-193頁、2015年

新聞記事（2007年以降）

長崎新聞　
- 「本紙歌壇選者　馬場さん第３歌集　『マイルストーン』淡々と人生歌う」2009年12月15日朝刊20面
- 柴山与志朗「短歌ありて　親は子の模範であれと言ふ人に子のあらば子は苦しかるらん　馬場昭徳」2010年4月26日朝刊22面
- 井手彩朕子「短歌ありて　靴下に穴のあること内緒ですそこから心こぼれ出さうで　馬場昭徳」2010年6月14日朝刊24面
- 「被爆歌人・竹山広さん　遺歌集「地の世」発刊　死へ向かう歌３０４首　妻と愛弟子哀惜を込めて」2011年1月11日朝刊12面
- 馬場昭徳「第45回長崎新聞文芸賞決まる　誰もがやらない切り口」2012年10月24日朝刊24面
- 「『場』発刊」（「場」22号を紹介）2013年6月24日朝刊9面
- 「『竹山広の世界』　馬場さんが講演　27日・県立長崎図書館」2013年7月24日朝刊22面
- 「『歴史に残る』原爆詠　竹山広さんの弟子・馬場昭徳さん　師の作品世界語る」（県立長崎図書館での講演を紹介）2013年8月11日朝刊25面
- 「「短歌」が同郷生歌人特集」2014年2月17日朝刊20面
- 黒田邦子「短歌ありて　紫色に体のふくれあがりたる人のかたへに寝たることなし　馬場昭徳」2014年4月7日朝刊20面
- 川崎雅典「歌集　風の手力　馬場昭徳著」2014年4月7日朝刊20面
- 高比良由紀「長崎の被爆歌人　竹山広さん全歌集刊行　新たに４歌集加えた集大成　『日常』や『社会』　深い洞察力で詠む」2014年9月22日朝刊18面
- 「寄稿　黒岩二郎さんを悼む　長崎歌壇のけん引者　長崎歌人会顧問　馬場昭徳」2015年2月20日朝刊10面
- 高比良由紀「『水のへに到り得し手をうち重ねいづれが先に死にし母と子』　被爆歌人　竹山広さん　歌碑建立へ　時津町が８月に　功績を再評価」2015年3月31日朝刊10面（広報とぎつ　「竹山　広氏「歌碑建立除幕式」平成27年9月 Vol.573, 5頁)

毎日新聞
- 田中俊廣「詩歌季評　４～６月　遡行　名前以前の実在へ」2014年6月29日朝刊12版14面

読売新聞　
- 「夕影　（歌集『マイルストーン』）馬場昭徳」2010年6月3日西部夕刊7面
- 桜川冴子「[時評] 短歌　非『中央』であること」2014年5月24日西部朝刊西部12版21面
- 桜川冴子「［季評］短歌　長崎、沖縄　戦後を見つめる」2015年6月27日西部朝刊　(西文化)

西日本新聞　
- 塚崎謙太郎「複眼　居合はせし人　歌人竹山広の伝言②　怖さ　死への不安、抱えながら」2012年5月1日朝刊8面

朝日新聞
- 伊藤一彦「馬場昭徳　「大き回廊」（文芸リポート・短歌）」2003年11月29日夕刊（文化面）2頁
- 「長崎文学、特色を語る　県立図書館であす講座開催」2005年10月1日朝刊31頁
- 「非核の願い、日常から淡々　体験を柱に詠む　竹山広さん死去　／長崎県 」2010年3月31日朝刊29頁